# Wioślarstwo na Letnich Igrzyskach Olimpijskich 1936 – jedynka mężczyzn
Rywalizacja w jedynce mężczyzn w wioślarstwie na Letnich Igrzyskach Olimpijskich 1936 rozgrywana była między 11 a 14 sierpnia 1936 na torze regatowym na jeziorze Langer See w Grünau.
Wystartowało 20 zawodników z 20 krajów.

## Terminarz
| Data             | Godzina |           |
| ---------------- | ------- | --------- |
| 11 sierpnia 1936 | 17:00   | Runda 1   |
| 12 sierpnia 1936 | 18:00   | Repasaże  |
| 13 sierpnia 1936 | 19:00   | Półfinały |
| 14 sierpnia 1936 | 15:30   | Finały    |

## Format
W pierwszej rundzie rozegrano cztery wyścigi, z których zwycięzcy awansowali do półfinału, a pozostali zawodnicy awansowali do repasaży. Z czterech wyścigów repasażowych tylko zwycięzcy awansowali do półfinałów. Z półfinałów trzech pierwszych zawodników (z każdego z półfinałów) awansowało do finału. Pozostali zawodnicy odpadli z rywalizacji.

## Wyniki

### Runda 1
Bieg 1
| Pozycja | Zawodnik           | Reprezentacja | Czas   | Uwagi |
| ------- | ------------------ | ------------- | ------ | ----- |
| 1.      | Roger Verey        | Polska        | 7:31,2 | Q     |
| 2.      | Celestino de Palma | Brazylia      | 7:37,7 |       |
| 3.      | Elmar Korko        | Estonia       | 7:40,4 |       |
| 4.      | Hans ten Houten    | Holandia      | 7:42,9 |       |
| 5.      | Davor Jelaska      | Królestwo SHS | 8:05,2 |       |

Bieg 2
| Pozycja | Zawodnik         | Reprezentacja     | Czas   | Uwagi |
| ------- | ---------------- | ----------------- | ------ | ----- |
| 1.      | Gustav Schäfer   | III Rzesza        | 7:17,1 | Q     |
| 2.      | Josef Hasenöhrl  | Austria           | 7:24,0 |       |
| 3.      | Charles Campbell | Kanada            | 7:25,7 |       |
| 4.      | Cecil Pearce     | Australia         | 7:27,0 |       |
| 5.      | Dan Barrow       | Stany Zjednoczone | 7:30,5 |       |

Bieg 3
| Pozycja | Zawodnik          | Reprezentacja     | Czas   | Uwagi |
| ------- | ----------------- | ----------------- | ------ | ----- |
| 1.      | Ernst Rufli       | Szwajcaria        | 7:19,0 | Q     |
| 2.      | Henri Banos       | Francja           | 7:39,9 |       |
| 3.      | Carl Christiansen | Norwegia          | 7:42,9 |       |
| 4.      | László Kozma      | Węgry             | 7:47,0 |       |
| 5.      | Walter Youell     | Południowa Afryka | 7:56,6 |       |

Bieg 4
| Pozycja | Zawodnik              | Reprezentacja   | Czas   | Uwagi |
| ------- | --------------------- | --------------- | ------ | ----- |
| 1.      | Humphrey Warren       | Wielka Brytania | 7:27,0 | Q     |
| 2.      | Riccardo Steinleitner | Włochy          | 7:30,6 |       |
| 3.      | Antonio Giorgio       | Argentyna       | 7:33,0 |       |
| 4.      | Arquímedes Juanicó    | Urugwaj         | 7:39,6 |       |
| 5.      | Jiří Zavřel           | Czechosłowacja  | 7:43,0 |       |

### Repasaże
Bieg 1
| Pozycja | Zawodnik          | Reprezentacja | Czas   | Uwagi |
| ------- | ----------------- | ------------- | ------ | ----- |
| 1.      | Josef Hasenöhrl   | Austria       | 7:27,7 | Q     |
| 2.      | Carl Christiansen | Norwegia      | 7:32,8 |       |
| 3.      | Elmar Korko       | Estonia       | 7:44,1 |       |
| 4.      | László Kozma      | Węgry         | 7:45,9 |       |

Bieg 2
| Pozycja | Zawodnik              | Reprezentacja     | Czas   | Uwagi |
| ------- | --------------------- | ----------------- | ------ | ----- |
| 1.      | Dan Barrow            | Stany Zjednoczone | 7:31,3 | Q     |
| 2.      | Riccardo Steinleitner | Włochy            | 7:31,4 |       |
| 3.      | Hans ten Houten       | Holandia          | 7:48,6 |       |
| 4.      | Walter Youell         | Południowa Afryka | 8:04,7 |       |

Bieg 3
| Pozycja | Zawodnik        | Reprezentacja  | Czas   | Uwagi |
| ------- | --------------- | -------------- | ------ | ----- |
| 1.      | Antonio Giorgio | Argentyna      | 7:38,7 | Q     |
| 2.      | Jiří Zavřel     | Czechosłowacja | 7:45,4 |       |
| 3.      | Henri Banos     | Francja        | 7:49,0 |       |
| 4.      | Davor Jelaska   | Królestwo SHS  | DNF    |       |

Bieg 4
| Pozycja | Zawodnik           | Reprezentacja | Czas   | Uwagi |
| ------- | ------------------ | ------------- | ------ | ----- |
| 1.      | Charles Campbell   | Kanada        | 7:31,0 | Q     |
| 2.      | Cecil Pearce       | Australia     | 7:33,2 |       |
| 3.      | Celestino de Palma | Brazylia      | 7:49,7 |       |
| 4.      | Arquímedes Juanicó | Urugwaj       | 7:52,4 |       |

### Półfinały
Bieg 1
| Pozycja | Zawodnik        | Reprezentacja     | Czas   | Uwagi |
| ------- | --------------- | ----------------- | ------ | ----- |
| 1.      | Gustav Schäfer  | III Rzesza        | 8:04,0 | Q     |
| 2.      | Dan Barrow      | Stany Zjednoczone | 8:17,9 | Q     |
| 3.      | Antonio Giorgio | Argentyna         | 8:18,4 | Q     |
| 4.      | Roger Verey     | Polska            | DNF    |       |

Bieg 2
| Pozycja | Zawodnik         | Reprezentacja   | Czas   | Uwagi |
| ------- | ---------------- | --------------- | ------ | ----- |
| 1.      | Ernst Rufli      | Szwajcaria      | 7:46,9 | Q     |
| 2.      | Josef Hasenöhrl  | Austria         | 7:54,6 | Q     |
| 3.      | Charles Campbell | Kanada          | 8:02,2 | Q     |
| 4.      | Humphrey Warren  | Wielka Brytania | 8:08,8 |       |

### Finały
| Pozycja | Zawodnik         | Reprezentacja     | Czas   | Uwagi |
| ------- | ---------------- | ----------------- | ------ | ----- |
| złoto   | Gustav Schäfer   | III Rzesza        | 8:21,5 |       |
| srebro  | Josef Hasenöhrl  | Austria           | 8:25,8 |       |
| brąz    | Dan Barrow       | Stany Zjednoczone | 8:28,0 |       |
| 4.      | Charles Campbell | Kanada            | 8:35,0 |       |
| 5.      | Ernst Rufli      | Szwajcaria        | 8:38,9 |       |
| 6.      | Antonio Giorgio  | Argentyna         | 8:57,5 |       |